# Къаьна
Къаьна — село в Джейрахском районе Ингушетии. Входит в сельское поселение Гули.

## География
Расположено на юге республики Ингушетия, в 25 километрах на юго-восток (по прямой) от Гули, административного центра поселения. Ближайшие населенные пункты: Гаппи, Цхийри.

### Часовой пояс
Село Къаьна, как и вся Республика Ингушетия, находится в часовой зоне МСК (московское время). Смещение применяемого времени относительно UTC составляет +3:00.

## Население
| 2010 |
| ---- |
| 0    |

## Инфраструктура
Отсутствует.